# 卢姆丁格
卢姆丁格（Lumding），是印度阿萨姆邦Nagaon县的一个城镇。总人口25184（2001年）。

## 人口
该地2001年总人口25184人，其中男性13047人，女性12137人；0—6岁人口2406人，其中男1184人，女1222人；识字率55.83%，其中男性为58.06%，女性为53.42%。